# James Lankford
James Paul Lankford (1968. március 4. –) amerikai politikus, Oklahoma állam szenátora 2015 óta. A Republikánus Párt tagja, korábban a Képviselőházban szolgált, Oklahoma 5. választókerületéből 2011 és 2015 között. 
2014-ben bejelentette, hogy indulni fog a rendkívüli szenátusi választáson Tom Coburn lemondása után. A 2014 júniusi előválasztást a szavazatok 57%-ának megszerzésével nyerte meg. A szenátusi választáson a szavazatok 68%-át megszerezte, hogy befejezze Coburn ciklusát. 2016-ban újraválasztották.
2021 januárjában Lankford bejelentette, hogy néhány állam szavazatainak elvetése mellett fog szavazni, hogy megváltoztassák a 2020-as amerikai elnökválasztás eredményeit. A Capitolium ostroma után megváltoztatta döntését.

## Választási eredmények

### Képviselőház
| 2010: Republikánus előválasztás (Oklahoma, 5. választókerület) | 2010: Republikánus előválasztás (Oklahoma, 5. választókerület) | 2010: Republikánus előválasztás (Oklahoma, 5. választókerület) | 2010: Republikánus előválasztás (Oklahoma, 5. választókerület) |
| Párt                                                           | Jelölt                                                         | Szavazatok                                                     | %                                                              |
| -------------------------------------------------------------- | -------------------------------------------------------------- | -------------------------------------------------------------- | -------------------------------------------------------------- |
| 25x25px[halott link]                                           | James Lankford                                                 | 18,760                                                         | 33.58                                                          |
| 25x25px[halott link]                                           | Kevin Calvey                                                   | 18,147                                                         | 32.48                                                          |
| 25x25px[halott link]                                           | Mike Thompson                                                  | 10,008                                                         | 17.91                                                          |
| 25x25px[halott link]                                           | Shane Jett                                                     | 5,956                                                          | 10.66                                                          |
| 25x25px[halott link]                                           | Johnny Roy                                                     | 1,548                                                          | 2.77                                                           |
| 25x25px[halott link]                                           | Rick Flanigan                                                  | 762                                                            | 1.36                                                           |
| 25x25px[halott link]                                           | Harry Johnson                                                  | 686                                                            | 1.23                                                           |
| Összesen                                                       | Összesen                                                       | 55,867                                                         | 100                                                            |

| 2010: Republikánus előválasztás 2. forduló (Oklahoma, 5. választókerület) | 2010: Republikánus előválasztás 2. forduló (Oklahoma, 5. választókerület) | 2010: Republikánus előválasztás 2. forduló (Oklahoma, 5. választókerület) | 2010: Republikánus előválasztás 2. forduló (Oklahoma, 5. választókerület) |
| Párt                                                                      | Jelölt                                                                    | Szavazatok                                                                | %                                                                         |
| ------------------------------------------------------------------------- | ------------------------------------------------------------------------- | ------------------------------------------------------------------------- | ------------------------------------------------------------------------- |
| 25x25px[halott link]                                                      | James Lankford                                                            | 29,817                                                                    | 65.22                                                                     |
| 25x25px[halott link]                                                      | Kevin Calvey                                                              | 15,902                                                                    | 34.78                                                                     |
| Összesen                                                                  | Összesen                                                                  | 45,719                                                                    | 100                                                                       |

| 2010: képviselőházi választás (Oklahoma, 5. választókerület) | 2010: képviselőházi választás (Oklahoma, 5. választókerület) | 2010: képviselőházi választás (Oklahoma, 5. választókerület) | 2010: képviselőházi választás (Oklahoma, 5. választókerület) |
| Párt                                                         | Jelölt                                                       | Szavazatok                                                   | %                                                            |
| ------------------------------------------------------------ | ------------------------------------------------------------ | ------------------------------------------------------------ | ------------------------------------------------------------ |
| 25x25px[halott link]                                         | James Lankford                                               | 123,236                                                      | 62.52                                                        |
| 25x25px[halott link]                                         | Billy Coyle                                                  | 68,074                                                       | 34.54                                                        |
| FÜG                                                          | Clark Duffe                                                  | 3,067                                                        | 1.56                                                         |
| FÜG                                                          | Dave White                                                   | 2,728                                                        | 1.38                                                         |
| Összesen                                                     | Összesen                                                     | 197,105                                                      | 100                                                          |

| 2012: képviselőházi választás (Oklahoma, 5. választókerület) | 2012: képviselőházi választás (Oklahoma, 5. választókerület) | 2012: képviselőházi választás (Oklahoma, 5. választókerület) | 2012: képviselőházi választás (Oklahoma, 5. választókerület) |
| Párt                                                         | Jelölt                                                       | Szavazatok                                                   | %                                                            |
| ------------------------------------------------------------ | ------------------------------------------------------------ | ------------------------------------------------------------ | ------------------------------------------------------------ |
| 25x25px[halott link]                                         | James Lankford (hivatalban)                                  | 153,603                                                      | 58.70                                                        |
| 25x25px[halott link]                                         | Tom Guild                                                    | 97,504                                                       | 37.30                                                        |
| FÜG                                                          | Pat Martin                                                   | 5,394                                                        | 2.10                                                         |
| FÜG                                                          | Robert Murphy                                                | 5,176                                                        | 2.00                                                         |
| Összesen                                                     | Összesen                                                     | 261,677                                                      | 100                                                          |

### Szenátus
| 2014: szenátusi republikánus előválasztás (Oklahoma) | 2014: szenátusi republikánus előválasztás (Oklahoma) | 2014: szenátusi republikánus előválasztás (Oklahoma) | 2014: szenátusi republikánus előválasztás (Oklahoma) |
| Párt                                                 | Jelölt                                               | Szavazatok                                           | %                                                    |
| ---------------------------------------------------- | ---------------------------------------------------- | ---------------------------------------------------- | ---------------------------------------------------- |
| 25x25px[halott link]                                 | James Lankford                                       | 152,749                                              | 57.20                                                |
| 25x25px[halott link]                                 | T. W. Shannon                                        | 91,854                                               | 34.40                                                |
| 25x25px[halott link]                                 | Randy Brogdon                                        | 12,934                                               | 4.80                                                 |
| 25x25px[halott link]                                 | Kevin Crow                                           | 2,828                                                | 1.10                                                 |
| 25x25px[halott link]                                 | Andy Craig                                           | 2,427                                                | 0.90                                                 |
| 25x25px[halott link]                                 | Eric McCray                                          | 2,272                                                | 0.90                                                 |
| 25x25px[halott link]                                 | Jason Weger                                          | 1,794                                                | 0.70                                                 |
| Összesen                                             | Összesen                                             | 266,858                                              | 100                                                  |

| 2014: szenátusi rendkívüli választás (Oklahoma) | 2014: szenátusi rendkívüli választás (Oklahoma) | 2014: szenátusi rendkívüli választás (Oklahoma) | 2014: szenátusi rendkívüli választás (Oklahoma) |
| Párt                                            | Jelölt                                          | Szavazatok                                      | %                                               |
| ----------------------------------------------- | ----------------------------------------------- | ----------------------------------------------- | ----------------------------------------------- |
| 25x25px[halott link]                            | James Lankford                                  | 557,002                                         | 67.90                                           |
| 25x25px[halott link]                            | Connie Johnson                                  | 237,923                                         | 29.00                                           |
| FÜG                                             | Mark T. Beard                                   | 25,965                                          | 3.20                                            |
| Összesen                                        | Összesen                                        | 820,890                                         | 100                                             |

| 2016: szenátusi választás (Oklahoma) | 2016: szenátusi választás (Oklahoma) | 2016: szenátusi választás (Oklahoma) | 2016: szenátusi választás (Oklahoma) |
| Párt                                 | Jelölt                               | Szavazatok                           | %                                    |
| ------------------------------------ | ------------------------------------ | ------------------------------------ | ------------------------------------ |
| 25x25px[halott link]                 | James Lankford (hivatalban)          | 980,892                              | 67.7                                 |
| 25x25px[halott link]                 | Mike Workman                         | 355,911                              | 24.58                                |
| 25x25px[halott link]                 | Robert Murphy                        | 43,421                               | 3.00                                 |
| FÜG                                  | Sean Braddy                          | 40,405                               | 2.79                                 |
| FÜG                                  | Mark T. Beard                        | 27,418                               | 1.89                                 |
| Összesen                             | Összesen                             | 1,448,047                            | 100.00                               |